# Operazione Northwoods

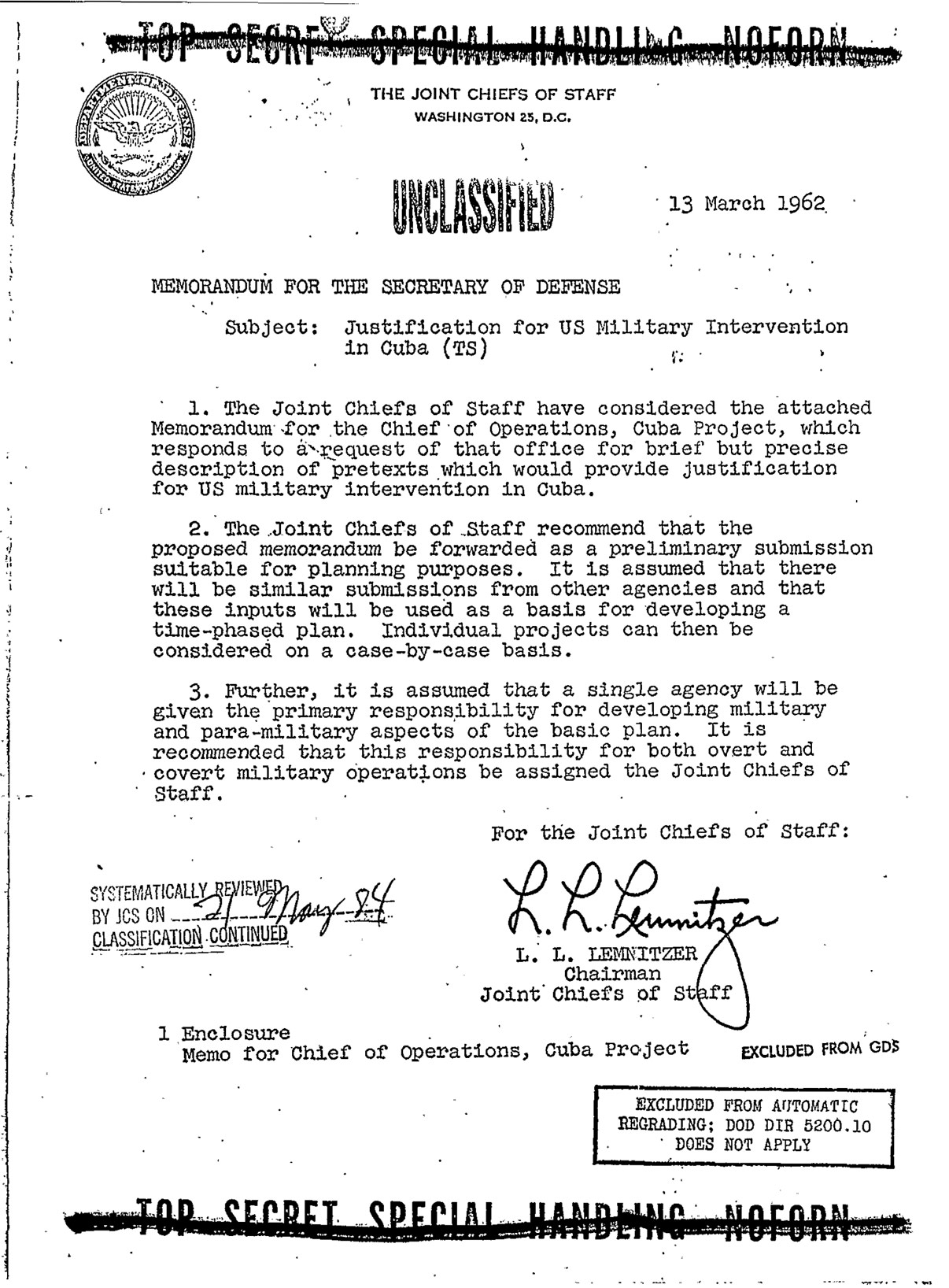
Memorandum del Piano Northwoods (13 marzo 1962)

L’operazione Northwoods (Operation Northwoods) fu un piano concepito nel 1962 da alti dirigenti del Dipartimento della difesa degli Stati Uniti d'America, (firmato dal generale Lyman Lemnitzer, capo degli stati maggiori riuniti) allo scopo di indurre l'opinione pubblica statunitense a sostenere un eventuale attacco militare contro il regime cubano di Fidel Castro.
Il piano, che non fu mai messo in atto, prevedeva l'esecuzione di una serie di azioni organizzate da entità governative USA operanti sotto le mentite spoglie di nazionalisti cubani; il piano prevedeva anche attacchi terroristici contro obiettivi all'interno del territorio nazionale degli Stati Uniti. I primi documenti del piano furono pubblicati nel 1997 ad opera del John F. Kennedy Assassination Records Review Board; gli allegati furono pubblicati nel 1998 dal National Security Archive.

## Storia
Il progetto di piano fu redatto, sotto forma di bozza, nel documento intitolato Justification for US Military Intervention in Cuba (Giustificazione per un intervento militare statunitense a Cuba), un memorandum presentato dai responsabili del Ministero della Difesa USA presso il Caribbean Survey Group (gruppo di studio sui Caraibi) U.S. Joint Chiefs of Staff, Justification for US Military Intervention in Cuba (TS), U.S. Department of Defense, 13 marzo 1962. Il documento in formato PDF The Operation Northwoods è reperibile sul sito dell'istituto di ricerca indipendente non-governativo National Security Archive nella biblioteca Gelman della George Washington University a Washington, D.C.. Il documento fu presentato al segretario della difesa Robert McNamara il 13 marzo 1962.
Le prime pubblicazioni del documento si devono al John F. Kennedy Assassination Records Review Board nel 1997 organo che si occupava di supervisionare il rilascio dei documenti correlati all'omicidio del presidente John Kennedy. Un totale di 1521 pagine furono declassificate e rese conoscibili.
Alcuni annessi del piano Northwoods sono stati invece per la prima volta pubblicati dal National Security Archive il 6 novembre 1998 congiuntamente alla CNN in occasione di un documentario su Cuba.
L'intero piano Northwoods, completo di memorandum, fu infine pubblicato il 30 aprile 2001 sul web dal National Security Archive.

## I contenuti del piano
In risposta alla richiesta di creare pretesti adatti a giustificare un intervento militare emessa da parte del colonnello Edward Lansdale, capo operativo della operazione Mangusta, il documento fornisce una lista di metodi (e, in alcuni casi, veri e propri schemi di pianificazione) che il suo estensore riteneva avrebbero creato consenso interno ed internazionale a favore di un intervento militare statunitense diretto contro Cuba. Si tratta di attacchi simulati concepiti in modo tale da farli apparire come ispirati o eseguiti per conto del regime cubano.
1. Dal momento che parrebbe consigliabile l'utilizzo di una provocazione come base per un intervento militare statunitense a Cuba, potrebbe essere portato ad esecuzione un piano segreto di simulazione, che includa necessarie azioni preliminari come da proposte in risposta al requisito 33c, come tentativo di provocare reazioni da parte cubana. Dovrebbero essere incrementati inganni e iniziative di disturbo per convincere Cuba di un'invasione imminente. La nostra posizione militare durante l'esecuzione del piano permetterà un cambio rapido dallo stato di esercitazione a quello di intervento se la risposta cubana lo giustificherà.
2. Sarà pianificata una serie di incidenti ben coordinati a Guantanamo, apparentemente condotti da forze cubane nemiche.
a. Ipotesi di incidente per rendere credibile un attacco (non in ordine cronologico):
  1. Diffondere molte voci usando una radio clandestina.
  2. Sbarcare forze cubane amiche in uniforme mimetica per inscenare un attacco alla base.
  3. Simulare la cattura di sabotatori cubani nella base.
  4. Creare disordini ai cancelli della base utilizzando forze alleate cubane.
  5. Far esplodere munizioni e accendere fuochi nella base.
  6. Incendiare un aereo sulle piste (sabotaggio).
  7. Colpire la base dall'esterno con colpi di mortaio con alcuni danni alle installazioni.
  8. Catturare squadre d'assalto in avvicinamento dal mare a Guantanamo City o nelle vicinanze.
  9. Catturare gruppi di miliziani che assaltano la base.
  10. Sabotare una nave nel porto con fiamme e incendi.
  11. Affondare una nave accanto alla bocca del porto. Simulare funerali di finte vittime (possibilmente una decina).

b. Gli Stati Uniti risponderebbero con azioni di attacco volte a garantire i rifornimenti di carburante e di acqua e distruggendo le installazioni di artiglieria e di mortaio che minacciano la base.
c. Avviare operazioni militari americane su larga scala.
3. Un incidente sullo stile del "Maine" potrebbe essere organizzato in vari modi:
a. Si potrebbe far esplodere una nave americana a Guantanamo e incolpare Cuba.
b. Si potrebbe abbattere un velivolo telecomandato (senza equipaggio) sulle acque territoriali cubane. Potremmo causare un simile incidente vicino a l'Avana o a Santiago come spettacolare esito di un attacco cubano dal mare o dal cielo o da entrambi. La presenza di aerei o navi cubani che semplicemente indagano le intenzioni della nave potrebbero facilmente risultare prove convincenti che la nave sia stata attaccata. La vicinanza con l'Avana o Santiago aggiungerebbe credibilità, particolarmente nei confronti di chi abbia udito lo scoppio o visto le fiamme. Gli Stati Uniti potrebbero procedere con un'operazione di salvataggio via aerea e navale coperta da caccia per evacuare i sopravvissuti di un equipaggio inesistente. Liste di vittime sui giornali porterebbero un'utile ondata di indignazione nazionale.
4. Potrebbe essere avviata una campagna terroristica di matrice comunista cubana nella zona di Miami, in altre città della Florida o addirittura a Washington. La campagna potrebbe mirare a rifugiati negli Stati Uniti. Potremmo affondare una barca di cubani in rotta verso la Florida, nella realtà o con una simulazione. Potremmo promuovere attentati alle vite di rifugiati cubani negli Stati Uniti fino al punto di pubblicizzare ampiamente dei ferimenti. L'esplosione di alcune bombe al plastico in manifestazioni sportive selezionate, L'arresto di agenti cubani e la diffusione di documenti predisposti per sostenere il coinvolgimento cubano, sarebbero utili nel promuovere l'immagine di un governo irresponsabile.
5. Potrebbe essere simulata ostilità di matrice cubana e castrista nei confronti di una vicina nazione caraibica, sull'esempio dell'invasione del 14 giugno della Repubblica Dominicana. Sappiamo che Castro al momento sovvenziona attività sovversive nei confronti di Haiti, della Repubblica Dominicana, del Guatemala e del Nicaragua e forse di altri stati. Queste attività possono essere evidenziate e ne possono essere inventate delle altre per poi smascherarle. Ad esempio possiamo sfruttare la reattività delle Forze Aeree Dominicane nei confronti di intrusioni sullo spazio aereo nazionale. B-26 o C-46 "cubani" potrebbero effettuare raid incendiari notturni. Si possono reperire munizioni incendiarie del blocco sovietico e accoppiarle con messaggi "cubani" ai movimenti clandestini comunisti della Repubblica Dominicana e rifornimenti "cubani" che potrebbero essere trovati o intercettati sulle spiagge.
6. L'uso di caccia di produzione sovietica pilotati da aviatori americani potrebbe fornire ulteriori provocazioni. Il disturbo dell'aeronautica civile, l'attacco a vascelli di superficie e la distruzione di un aereo telecomandato americano da parte di MiG sarebbe utile come azione complementare. Un F-86 adeguatamente riverniciato potrebbe convincere i passeggeri di aver visto un MiG[14], a maggior ragione se il pilota dovesse annunciare l'evento. L'inconveniente principale di questa ipotesi è il rischio implicito nel reperimento o nella modifica dell'aereo. Tuttavia, copie credibili di MiG possono essere realizzate negli Stati Uniti in tre mesi.
7. Tentativi di dirottamento nei confronti di aerei e imbarcazioni dovrebbero apparentemente proseguire come misure di disturbo organizzate dal governo cubano. Contemporaneamente, dovrebbero essere incoraggiate autentiche diserzioni di aerei ed imbarcazioni civili e militari cubani.
8. È possibile provocare un incidente che dimostri in modo convincente che un aereo cubano abbia attaccato e abbattuto un velivolo charter civile in volo dagli Stati Uniti verso Giamaica, il Guatemala, Panama o il Venezuela. La destinazione potrebbe essere scelta in modo che il piano di volo incroci Cuba. I passeggeri dovrebbero essere un gruppo di studenti universitari in vacanza o qualsiasi gruppo di persone con interessi comuni, tali da giustificare un volo charter e non di linea.
a. Un aereo della base aerea di Eglin AFB verrebbe riveniciato e rinumerato come un duplicato esatto di un aereo civile, di proprietà di un'organizzazione facente capo alla CIA nell'area di Miami. Al momento previsto, il duplicato sostituirebbe l'aereo originale e vi sarebbero imbarcati i passeggeri prescelti, tutti con identità opportunamente preparate. L'aereo originale verrebbe sostituito da un velivolo radiocomandato.
b. Gli orari di decollo del velivolo radiocomandato e di quello reale verrebbero sincronizzati per permettere un incontro a sud della Florida. Dal punto d'incontro, l'aereo civile scenderebbe a quote molto basse e si dirigerebbe direttamente a un campo ausiliario della base aerea di Eglin, equipaggiata per l'evacuazione dei passeggeri e per riportare l'aereo alle condizioni originarie. Nel frattempo, il velivolo radiocomandato proseguirebbe lungo il piano di volo previsto. Giunto sopra Cuba, il drone trasmetterebbe sulle frequenze internazionali d'emergenza il segnale di "MAYDAY", dichiarandosi sotto attacco da parte di un MiG cubano. La trasmissione verrebbe interrotta e la distruzione del velivolo sarebbe innescata da un radiosegnale. Ciò permetterebbe alle stazioni radio ICAO nell'emisfero occidentale di informare dell'accaduto gli Stati Uniti, invece di costringerci a tentare di "rivendere" la storia dell'incidente.
9. È possibile inscenare un incidente che faccia pensare che MiG cubani abbiano abbattuto un aereo dell'USAF su acque internazionali, durante un attacco non provocato.
a. 4 o 5 caccia F-101 saranno inviati dalla base aerea di Homestead, in Florida, nelle vicinanze di Cuba. La loro missione sarà quella di invertire la rotta e simulare caccia nemici per un'esercitazione nel sud della Florida. Questi aerei potrebbero fare frequenti variazioni di rotta. Gli equipaggi riceverebbero istruzioni di mantenersi oltre le 12 miglia dalle coste cubane. Tuttavia sarebbero equipaggiati con munizionamento reale per fronteggiare eventuali iniziative ostili dei MiG cubani.
b. Durante uno di questi voli, un pilota precedentemente istruito, chiuderebbe la formazione mantenendo una notevole distanza tra i velivoli. Giunto vicino a Cuba, questo pilota trasmetterebbe di essere stato attaccato dai MiG e scenderebbe di quota, senza ulteriori comunicazioni. A quel punto si dovrebbe dirigere direttamente a ovest a bassissima quota e atterrare in una base ausiliaria di Eglin. L'aereo sarebbe subito preso in carico da personale adeguato e gli sarebbe dato un nuovo numero di serie. Il pilota, che avrebbe condotto l'operazione sotto falso nome, tornerebbe alla sua identità e alla sua normale attività. A quel punto aereo e pilota sarebbero scomparsi.
c. Alla stessa ora del presunto abbattimento, un sottomarino o una piccola imbarcazione di superficie spargerebbe parti di F-101, paracadute e altro all'incirca a 15 o 20 miglia dalla costa cubana e si disimpegnerebbe. I piloti di ritorno a Homestead racconterebbero una storia autentica, per quel che ne sanno. Navi ed aerei da recupero potrebbero essere inviati, trovando parti dell'aereo.

Secondo James Bamford nel suo libro Body of Secrets:
Usando prove false, di tutto ciò sarebbe stato accusato Castro, dando in tal modo a Lemnitzer (il Capo degli Stati Maggiori Riuniti USA) e ai suoi associati il pretesto del quale avevano bisogno per scatenare la guerra con il supporto dell'opinione pubblica interna ed internazionale.

## Reazioni
John F. Kennedy rigettò il Piano e dispose affinché il Generale Lyman Lemnitzer fosse allontanato e non si occupasse più della questione cubana.
Le continue spinte dirette contro il governo cubano da parte di elementi interni alle Forze Armate ed ai Servizi Segreti USA (la fallita invasione della baia dei Porci, il Progetto Cuba ecc.), sollecitarono il presidente John Kennedy a cercare di porre un freno agli elementi governativi che, con il loro forte sentimento anticomunista, si mostravano inclini ad effettuare azioni aggressive ed unilaterali contro i movimenti comunisti nel mondo.
Dopo l'episodio della Baia dei Porci, John Kennedy licenziò il direttore della CIA Allen W. Dulles, ed i suoi vicedirettori Charles P. Cabell e Richard Bissell, rivolgendo quindi le proprie attenzioni al Vietnam.
Kennedy prese inoltre misure per disciplinare le operazioni paramilitari e di guerra fredda condotte dalla CIA stendendo una direttiva presidenziale (NSAM, National Security Action Memorandum, Memorandum sulle attività della Sicurezza Nazionale) che spostava le competenze per le operazioni relative alla Guerra Fredda agli Stati Maggiori Riuniti e al Pentagono, oltre a imporre un notevole cambiamento di ruoli alla CIA, destinandola a occuparsi esclusivamente della raccolta di informazioni.